# Linda Motlhalo
Linda Motlhalo, född den 1 juli 1998 i Brandvlei, är en sydafrikansk fotbollsspelare (mittfältare) som spelar för det sydafrikanska landslaget. Hon har tidigare spelat för den amerikanska klubben Houston Dash, kinesiska Beijing BG Phoenix och svenska Djurgårdens IF. Hon var en del av den trupp som deltog i VM i Frankrike år 2019.

## Karriär
I januari 2020 värvades Motlhalo av Djurgårdens IF, där hon skrev på ett tvåårskontrakt. Motlhalo tävlingsdebuterade den 22 februari 2020 i en 4–2-vinst över AIK, där hon även gjorde två mål. I januari 2022 förlängde Motlhalo sitt kontrakt med två år. Efter säsongen 2022 lämnade hon klubben.